# Mieszczanin szlachcicem
Mieszczanin szlachcicem (fr. Le Bourgeois gentilhomme) – komedia w pięciu aktach napisana przez Moliera (1622–1673) na zamówienie króla Ludwika XIV. Wystawiona po raz pierwszy w 1670 r. w zamku Chambord (Francja). Jest to satyra na ówczesne mieszczaństwo przedstawiona w formie słowno-muzycznej. Dialogi napisane prozą przeplatane są wierszowanymi piosenkami i tańcami w wykonaniu grupy baletowej.

## Treść
Bogaty mieszczanin Pan Jourdain chce naśladować styl życia arystokracji. W tym celu zamawia eleganckie ubrania i zatrudnia nauczycieli: muzyki, tańca, fechtunku i filozofii. Nauczyciele każą sobie słono płacić za lekcje, a za plecami Jourdaina naśmiewają się z jego braku ogłady. Pan Jourdain chce zaimponować markizie Dorymenie. Energiczna żona Pani Jourdain odkrywa te zamiary i upomina męża. Tymczasem Kleont, starający się o rękę córki Jourdaina, Lucylli, zostaje odprawiony ze względu na brak szlacheckiego pochodzenia. Wymyśla, że pod przebraniem, jako członek świty tureckiego muftiego będzie ponownie ubiegał się o rękę Lucylli. Mufti przybywa wraz ze świtą do domu Jourdaina i nadaje mu zmyślony tytuł szlachecki „mamamuszi”, aby zaspokoić jego próżność. Jourdain zgadza się na ślub córki z synem tureckiego sułtana, nie wiedząc, że pod tym przebraniem ukrywa się Kleont.  

## Główne postaci
- Pan Jourdain – mieszczanin
- Pani Jourdain – jego żona
- Lucylla – córka pana Jourdain
- Kleont – zalotnik Lucylli
- Dorymena – markiza
- Dorant – hrabia, zalotnik Dorymeny
- Michasia – służąca pana Jourdain
- Covielle – służący Kleonta.
- Nauczyciel muzyki
- Nauczyciel tańca
- Nauczyciel fechtunku
- Nauczyciel filozofii
- Mufti i jego świta: przebrani Kleont i Covielle, śpiewający derwisze i tańczący Turcy
- Oraz: krawiec, czeladnik krawiecki, uczeń nauczyciela muzyki, dwóch lokai, śpiewaczka, dwóch śpiewaków, tancerze.

## Polskie adaptacje
Mieszczanin szlachcicem  była i jest komedią chętnie wystawianą w polskich teatrach. 
Do najznamienitszych adaptacji należą:

### 1920
W roku 1920  komedia Mieszczanin szlachcicem była wystawiona w Teatrze Polskim w Warszawie w reżyserii Arnolda Szyfmana z muzyką Jean-Baptiste Lully zaadaptowaną przez Leona Schillera i z pantomimą Mandragora według układu Leona Schillera i Ryszarda Bolesławskiego do muzyki Karola Szymanowskiego.  W przedstawieniu wystąpili: Stefan Jaracz (Pan Jourdain), Stanisława Słubicka (Pani Jourdain), Jadwiga Gzylewska (Lucylla),  Aleksander Węgierko (Kleont), Bronisława Koyałłowiczówna (Dorymena), Władysław Grabowski (Dorant), Zofia Modrzewska (Neryna), Stanisław Bryliński (Coviello), Władysław Neubelt (Nauczyciel muzyki), Tadeusz Chmielewski (Tancmistrz), Janusz Strachocki (Nauczyciel fechtunku), Józef Zieliński (Nauczyciel filozofii). 

### 1969
W roku 1969 Jerzy Gruza zaadaptował tę komedię dla Teatru Telewizji. W roli Pana Jourdain, ostatniej przed śmiercią, wystąpił Bogumił Kobiela. Oprócz niego w przedstawieniu tym zagrali: Barbara Krafftówna (Pani Jourdain), Jolanta Wołłejko-Czengery (Lucylla), Andrzej Zaorski (Kleont), Magdalena Zawadzka (Michasia), Edward Dziewoński (Covielle), Iga Cembrzyńska (Dorymena), Janusz Zakrzeński (Dorant), Andrzej Bogucki (Nauczyciel muzyki), Kazimierz Rudzki (Nauczyciel filozofii), Wiesław Gołas (Nauczyciel fechtunku), Bronisław Pawlik (Nauczyciel tańca).

### 1994
W roku 1994 Jerzy Stuhr przeniósł z Teatru Ludowego w Nowej Hucie i zaadaptował dla Teatru Telewizji kolejną wersję komedii. W przedstawieniu wystąpili: Jerzy Stuhr (Pan Jourdain), Dorota Zięciowska (Pani Jourdain), Małgorzata Kochan (Lucylla), Jacek Wojciechowski (Kleont), Małgorzata Krzysica (Dorymena), Tomasz Schimscheiner (Dorant), Beata Schimscheiner (Michasia), Roman Gancarczyk (Covielle), Piotr Urbaniak (Nauczyciel muzyki), Rafał Dziwisz (Nauczyciel tańca), Andrzej Franczyk (Nauczyciel fechtunku), Sławomir Sośnierz (Nauczyciel filozofii). 